# Província Oriental (República Democrática do Congo)

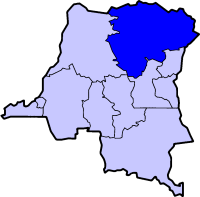
Localização de Orientale (em azul escuro) na República Democrátca do Congo.

Oriental (em francês: Orientale), também chamada de Alto Zaire, é uma região história da República Democrática do Congo. Foi, ainda, uma província da República Democrática do Congo. Com a Constituição de 2005, foi determinada sua divisão em quatro novas províncias, com base em suas antigas subdivisões, que foram instaladas em 2009.

## Desmembramento
Foram instaladas quatro novas províncias na antiga Oriental:
- Ituri
- Alto Uele
- Chopo
- Baixo Uele